# Лажеш-даш-Флореш
Ла́жеш-даш-Фло́реш (порт. Lajes das Flores; МФА: [ˈɫa.ʒɨʒ dɐʃ ˈfɫo.ɾɨʃ], Ла́жиж-даш-Фло́риш) — муніципалітет і містечко в Португалії, в автономному регіоні Азорські острови. Розташований на острові Флореш в Атлантичному океані, на теренах історичної португальської провінції Азори. Належить до Ангрської діоцезії Католицької церкви в Португалії. Права міського самоврядування має з 1515 року. Поділяється на 7 парафій.  Площа муніципалітету — 69,59 км², населення муніципалітету — 1504 ос. (2011); густота населення — 21,61 осіб/км²
. Патрон — Діва Марія. Святковий день муніципалітету — 1-й понеділок після 3-ї неділі липня. Поштовий індекс — 9960.  Код місцевої адміністративної одиниці — 2008. Складова статистичного регіону Азори.

## Назва
- Лажеш-даш-Флореш (порт. Lajes das Flores, стара орфографія: порт. Lagens das Flóres)

## Географія
Лажеш-даш-Флореш розташований на Азорських островах в Атлантичному океані, на півдні острова Флореш.

## Історія
1515 року португальський король Мануел I надав Лажешу форал, яким визнав за поселенням статус містечка та муніципальні самоврядні права.

## Населення
| Кількість мешканців | Кількість мешканців | Кількість мешканців | Кількість мешканців | Кількість мешканців | Кількість мешканців | Кількість мешканців | Кількість мешканців | Кількість мешканців | Кількість мешканців | Кількість мешканців | Кількість мешканців | Кількість мешканців | Кількість мешканців | Кількість мешканців | Кількість мешканців |
| ------------------- | ------------------- | ------------------- | ------------------- | ------------------- | ------------------- | ------------------- | ------------------- | ------------------- | ------------------- | ------------------- | ------------------- | ------------------- | ------------------- | ------------------- | ------------------- |
| 1864                | 1878                | 1890                | 1900                | 1911                | 1920                | 1930                | 1940                | 1950                | 1960                | 1970                | 1981                | 1991                | 2001                | 2011                |                     |
| 5 865               | 5 369               | 4 999               | 4 498               | 3 991               | 3 518               | 3 508               | 3 780               | 4 041               | 3 376               | 2 600               | 1 896               | 1 701               | 1 502               | 1 504               |                     |